# 灵气疗法

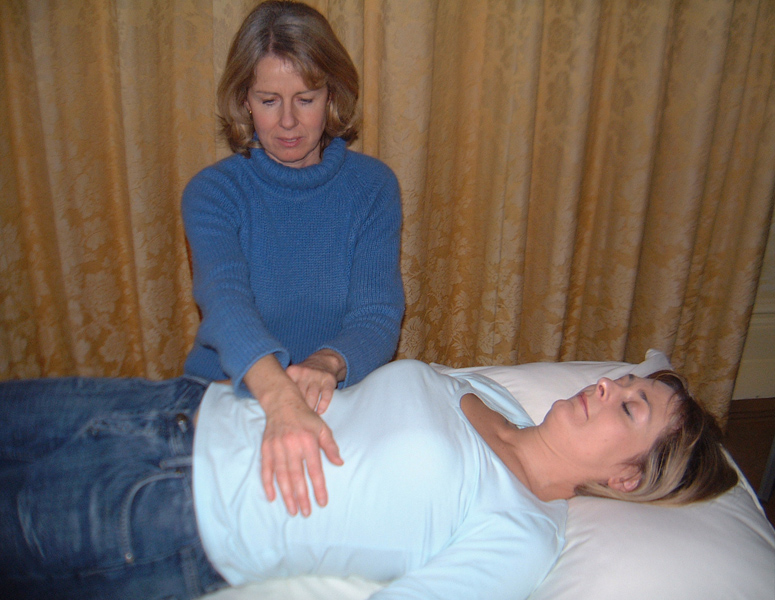
正在进行中的“灵气治疗”

臼井靈氣療法（日语：レイキ、霊気）是由日本人臼井甕男在1922年开创的一种替代医学疗法，流傳至西方後開始盛行，再傳回日本、亞洲等地。
靈氣療癒師作為一個能量通道，過程中只需把波动能量透過雙手傳輸到受者，使其身體及心靈回復平衡，以促进情绪稳定，改善健康状况，稱為「改善身心臼井靈氣療法」。古印度人相信人體中有三脈及七輪(類似中醫的經脈，打通經脈可使身體健康)，而靈氣可直接作用於這些"脈"和"輪"，改善身心。灵气疗法的从业者称这是一种普遍的自然/宇宙能量，取之不盡，用之不竭。
臼井靈氣療法之功用：改善身心，舒緩痛症、精神緊張、壓力、頭痛/偏頭痛、疲勞，提升免疫力，甚至為寵物治療等等。
臼井靈氣療法之五戒心法：
招福之秘法、萬病之靈藥
就在今日，
不動怒，
不憂心，
心懷感謝，
勵進其業，
待人親切。
朝夕合掌、心念口唱
當臼井靈氣傳到西方後成為兩個脈絡系統「西洋臼井靈氣」、「日本臼井靈氣」，之後在西方逐漸發展出針對不同課題的靈氣療癒系統，例如「卡魯那靈氣」、「金錢靈氣」、「天使靈氣」、「熱情（鬱金香）靈氣」、「古埃及靈氣」等等。
讓 靈氣流行回到了日本，開始發展成了幾個日本的靈氣系統「現代靈氣」、「直傳靈氣」、「光明靈氣」。
由于目前缺乏大量人體實證，灵气疗法被认为是种輔助療法效果。美国癌症协会表示，灵气疗法暫不取代常规癌症治疗，这一声明得到英国癌症研究基金会与美国国家补充和综合健康中心的支持。
學習成為 國際靈氣療癒師，在符合正規教授的臼井靈氣系統獲得的國際證書，是受美國醫療體系認可為替代療程(alternative therapy)，完成國際認證，可與多國的醫院(美國、加拿大、澳洲等國家)配合靈氣療法，並享有保險支付方案。